# Archichlora soa
Archichlora soa är en fjärilsart som beskrevs av Pierre E.L. Viette 1971. Archichlora soa ingår i släktet Archichlora och familjen mätare. Inga underarter finns listade i Catalogue of Life.